# Domenico Piemontesi
Domenico Piemontesi, né le 11 janvier 1903 à Boca, dans la province de Novare au Piémont et mort le 31 mai 1987 à Borgomanero, est un coureur cycliste italien des années 1920 et 1930.

## Biographie
Professionnel entre 1922 et 1938, Domenico Piemontesi a notamment remporté le Tour de Lombardie et dix étapes du Tour d'Italie.

## Palmarès
- 1921
  - Coppa Prealpina
  - Coppa Stella Alpina
- 1922
  - Trois vallées varésines
  - Turin-Varallo Sesia
  - 2e de la Coppa del Re
  - 3e du championnat d'Italie sur route amateurs
- 1923
  - Coppa Ucat
- 1924
  - Coppa Azzini
  - Genoa-Ventimiglia
  - 3e de la Coppa Crespi
  - 3e de la Coppa del Re
- 1925
  - 2e de la Coppa Placci
  - 2e de la Coppa Bernocchi
  - 2e de Milan-Turin
  - 2e de la Coppa Caivano
- 1926
  - 1re et 2e étape du Tour d'Italie
  - 2e du Tour de la province de Milan (avec Pietro Linari)
  - 3e du Tour de Toscane
  - 3e du Tour de Vénétie
  - 6e du Tour de Lombardie
- 1927
  - 4e étape du Tour d'Italie
  - Tour d'Émilie
  - Milan-Modène
  - 2e du Tour de Toscane
  - 2e du championnat d'Italie sur route
  - 3e de Milan-San Remo
  -  Médaillé de bronze du championnat du monde sur route
- 1928
  - 1re, 6e, 7e, 9e et 12e étapes du Tour d'Italie
  - 2e du Tour de Cologne
  - 3e de Predappio Alta-Roma
- 1929
  - 12e du Tour d'Italie
  - 2e du Tour d'Italie
  - 2e de Predappio Alta-Roma
  - 3e de Rome-Naples-Rome
  - 3e du championnat d'Italie sur route
  - 9e du championnat du monde sur route
- 1930
  - 5e étape du Tour d'Italie
  - 3e de Milan-San Remo
  - 3e de Rome-Naples-Rome
  - 4e du Tour de Lombardie
- 1931
  - 3e de Milan-San Remo
  - 3e du Tour de la province de Reggio de Calabre
- 1932
  - Trois vallées varésines
  - 2e et 3e étapes du Tour de Catalogne
  - 2e du Tour de Catalogne
  - 2e du Tour de Lombardie
- 1933
  - Tour de Lombardie
- 1934
  - 1re étape du Tour de Suisse
  - Tour de la province de Milan
  - 3e du Tour de Lombardie
  - 3e du Tour du Piémont
  - 7e du Tour d'Italie
- 1935
  - 18e étape du Tour d'Italie
  - 2e du Tour du Piémont
- 1936
  - 2e de Milan-Mantoue
  - 3e du Tour de la province de Milan (avec Giovanni Cazzulani)
  - 6e du Tour d'Italie

## Résultats sur les grands tours

### Tour de France
2 participations
- 1930 : non-partant (10e étape)
- 1933 : éliminé (9e étape)

### Tour d'Italie
11 participations
- 1926 : abandon, vainqueur de 2 étapes, leader pendant 3 jours
- 1927 : abandon, vainqueur d'étape
- 1928 : 20e, vainqueur de 5 étapes, leader pendant 3 jours
- 1929 : 2e, vainqueur d'étape
- 1930 : 11e, vainqueur d'étape
- 1931 : abandon
- 1933 : 3e
- 1934 : 7e
- 1935 : 42e,  maillot rose pendant 2 jours
- 1936 : 6e
- 1937 : 34e